# HFC Haarlem in het seizoen 1955/56
Het seizoen 1955/1956 was het tweede jaar in het bestaan van de Haarlemse betaaldvoetbalclub Haarlem. De club kwam uit in de Eerste klasse B en eindigde daarin op de vijfde plaats, dit betekende dat de club in het nieuwe seizoen uitkwam in de Eerste divisie.

## Wedstrijdstatistieken

### Eerste klasse B
|       | Baronie | Be Quick | Blauw-Wit | 't Gooi | Helmond | Heracles | Hermes DVS | Leeuwarden | LONGA | ONA   | Rheden | Wageningen | Zwolsche Boys |
| ----- | ------- | -------- | --------- | ------- | ------- | -------- | ---------- | ---------- | ----- | ----- | ------ | ---------- | ------------- |
| Thuis | 1 – 1   | 3 – 2    | 1 – 0     | 1 – 1   | 2 – 1   | 4 – 1    | 2 – 2      | 2 – 0      | 0 – 2 | 7 – 3 | 0 – 1  | 1 – 4      | 1 – 0         |
| Uit   | 1 – 1   | 0 – 1    | 3 – 1     | 1 – 4   | 0 – 0   | 1 – 3    | 5 – 4      | 2 – 0      | 0 – 0 | 2 – 2 | 2 – 4  | 0 – 0      | 0 – 0         |

## Statistieken Haarlem 1955/1956

### Eindstand Haarlem in de Nederlandse Eerste klasse B 1955 / 1956
| Stand | Gespeeld | Gewonnen | Gelijk | Verloren | Punten | Doelpunten voor | Doelpunten tegen |
| ----- | -------- | -------- | ------ | -------- | ------ | --------------- | ---------------- |
| 5e    | 26       | 11       | 9      | 6        | 31     | 47              | 48               |

### Topscorers
| Competitie \| # \| Naam \| \| \| ------ \| ---------------- \| -- \| \| 1. \| Bert Jacob \| 14 \| \| 2. \| Piet Groeneveld \| 13 \| \| 3. \| Frans van Osch \| 7 \| \| 4. \| Lout Vreeken \| 5 \| \| 5. \| André Kamperveen \| 3 \| \| 6. \| Cees de Voogd \| 2 \| \| 7. \| Jaap Brussee \| 1 \| \| Totaal \| Totaal \| 47 \| |                  |      |
| # | Naam             | Goal |
| 1. | Bert Jacob       | 14   |
| 2. | Piet Groeneveld  | 13   |
| 3. | Frans van Osch   | 7    |
| 4. | Lout Vreeken     | 5    |
| 5. | André Kamperveen | 3    |
| 6. | Cees de Voogd    | 2    |
| 7. | Jaap Brussee     | 1    |
| Totaal | Totaal           | 47   |